# Martin Baden
Martin Baden (* 18. Juli 1983 in Potsdam) ist ein deutscher Schauspieler und Sprecher.

## Leben
Martin Baden ist der Sohn des Sprechers Olaf Baden. Unter seinen Familienmitgliedern, die in der Öffentlichkeit hervorgetreten sind, befindet sich zudem sein Onkel, der deutsche Musiker Jens Jensen, der durch die DDR-Rockband Pankow bekannt wurde. Auch erlangte Badens Urgroßonkel, der Schauspieler Gustav Fröhlich, internationale Anerkennung in der Filmindustrie.
Im Jahr 2003 bestand Baden sein Abitur an der Potsdamer Eliteschule des Sports „Friedrich Ludwig Jahn“. Zwischen 2005 und 2008 absolvierte er eine Schauspielausbildung an der Fritz-Kirchhoff-Schule in Berlin.

## Karriere
Badens Filmografie umfasst zahlreiche Serienrollen, darunter Auftritte in Tatort, Polizeiruf 110, Großstadtrevier, Die Bergretter und 4 Blocks.
Zudem wirkte er in Kino- und Fernsehfilmen wie Klassentreffen 1.0 – Die unglaubliche Reise der Silberrücken (2017) unter der Regie von Til Schweiger mit. Besondere Aufmerksamkeit erhielt er für seine Hauptrolle als Jonas Breiling im dritten Teil der Doku-Drama-Trilogie Mitten in Deutschland: NSU (2015), die mit dem Grimme-Preis und Deutschen Fernsehpreis ausgezeichnet wurde. Auch im Oscar-nominierten Film Werk ohne Autor (2016) war Baden zu sehen.
Als Sprecher hat Baden seine Stimme in TV- und Funkspots für bekannte Marken und Unternehmen wie Amazon, BMW, Disney, Ferrero, L’Oréal, Porsche, Red Bull, Renault, Siemens und viele mehr eingebracht. Auch spricht er als Station-Voice von Sat.1 die Programmansagen des Senders.

## Privates
Im Dezember 2023 gab Baden in einem Interview mit der BILD bekannt, dass er im Frühjahr 2023 nach einer Trennung eine depressive Episode erlebte, die mehrere Wochen anhielt.
Aus diesem Grund unterzog er sich im Sommer 2023 erfolgreich einer Behandlung in einer Klinik für psychosomatische Erkrankungen und engagiert sich seither als Botschafter im Kampf gegen Stigmatisierungen psychischer Erkrankungen.
Baden ist ehrenamtlich in einem Kinder- und Jugendferiencamp tätig.

## Filmografie (Auswahl)
- 2011–2012, 2013: Unter uns (Fernsehserie; Folgen 4022–4463, 4540–4554)
- 2012: Alle Jahre wieder (Fernseh-Miniserie)
- 2013: One Million K(l)icks (Independent-Film)
- 2014: Polizeiruf 110 – Abwärts (Krimireihe)
- 2014: Ultimate Justice (Actionfilm)
- 2015: Mitten in Deutschland: NSU – Die Ermittler: Nur für den Dienstgebrauch (Doku-Drama)
- 2016: Großstadtrevier: Jetzt oder nie (Fernsehserie; Staffel 29, Folge 5)
- 2016: Der Gutachter – Ein Mord zu viel (Fernsehfilm)
- 2016: Die Bergretter: Hannibal (Fernsehserie; Staffel 8, Folge 3)
- 2016: Werk ohne Autor (Kinofilm)
- 2017: Der Sohn (Fernsehfilm)
- 2017: In aller Freundschaft – Die jungen Ärzte: Horizonterweiterung (Krankenhausserie; Staffel 3, Folge 35)
- 2018: Klassentreffen 1.0 – Die unglaubliche Reise der Silberrücken (Kinospielfilm)
- 2018: Tatort: Tiere der Großstadt (Krimireihe; Folge 1066)
- 2018: SOKO Stuttgart: Alles hat ein Ende (Krimiserie; Staffel 10, Folge 2)
- 2018: Heldt: Holland in Not (Fernsehserie; Staffel 5, Folge 18)
- 2018: 4 Blocks (Dramaserie; Staffel 2, Folge 4)
- 2018: Tatort: Der höllische Heinz (Krimireihe; Folge 1078)
- 2018: Marie Brand und der Duft des Todes (Krimireihe; Folge 21)
- 2019: Gegen die Angst (Fernsehfilm)
- 2019: Kroymann (Satiresendung, 1 Folge)
- 2019: Ein verhängnisvoller Plan (Fernsehfilm)
- 2019: Alle reden übers Wetter (Kinofilm)
- 2019: Rampensau (Fernsehserie; Staffel 1)
- 2020: In aller Freundschaft: Bombenstimmung (Krankenhausserie; Staffel 23, Folge 15)
- 2021: Praxis mit Meerblick – Vatertag auf Rügen (Fernseh-Filmreihe, Folge 11)
- 2021: Die Jägerin – Nach eigenem Gesetz (Fernseh-Filmreihe, Folge 2)
- 2021: Die Toten von Marnow (Krimi-Miniserie; 8 Folgen)
- 2021: Das Mädchen mit den goldenen Händen (Kinofilm)
- 2021: Krass Klassenfahrt – Der Kinofilm (Kinofilm)
- 2022: Großstadtrevier: Bei aller Liebe (Fernsehserie; Staffel 35, Folge 12)
- 2023: WaPo Berlin: Der alte Fritz (Fernsehserie; Staffel 4, Folge 3)
- 2024: Morden im Norden: Alles aus Liebe (Krimiserie; Staffel 10, Folge 13)
- 2025: SOKO Stuttgart: Radiant (Krimiserie; Staffel 16, Folge 21)